# マルチモニター
マルチモニターとは、表示領域の拡大を目的としてパソコンに複数のモニター（ディスプレイ）を接続して、使用することを言う。同じ画面を複数のディスプレイで表示するミラーリングとは異なる。
2台なら「デュアルモニター（ダブルモニター）」、3台なら「トリプルモニター」と呼ぶ。マルチディスプレイ、デュアルディスプレイなどと呼ばれることも多い。

## 概要
デスクトップは、よく「机」に例えられる。机が広くなると作業をのためのスペースを確保しやすくなり快適になる。パソコンも同じで、モニターが増えることで表示領域が拡大し、１つの画面しか使わない場合に比べて格段に快適になる。
映像制作者、イラストレーター、音楽制作者などのクリエイター、株取引などのトレーダー、プログラマー等のソフトウェア開発者は、多くの情報を一度に把握する必要が多いため、マルチモニター環境を導入するメリットが大きい。ゲーマーもゲームプレイと同時にチャットツールや映像配信ツールを利用する等の目的のために使用する。
モニター価格の低下と、PCが複数のモニタ出力ポートを持つことが一般的になってきたため、特殊な機器等を用意することなく、一般のPCユーザも容易にマルチモニター環境を構築できるようになった。多くの場合、同じ機種、同じサイズのディスプレイを複数用いるが、異なる機種・サイズのモニタの組み合わせであっても設定により問題なく使用することができる。
一般にPCの性能の陳腐化に比べてモニタのそれはゆっくりとしたものであるため、PCを買い換える際に、古いPCに接続していたモニタをそのまま流用し、新しいPCのモニタと合わせてマルチモニター環境を構成するなど、既存機器を有効活用することもできる。
また、ノートパソコンを利用している場合でも、外部ディスプレイ端子が用意されていれば、機種によっては手軽にマルチモニター環境を構築することが可能である。これにより省スペースなノートパソコンに大画面のモニタを接続すること表示領域を大きく拡張することができる。
パーソナルコンピュータでは、1981年に発表されたIBM PCにおいて複数のビデオカードを搭載することでマルチモニター環境を構成できたが、OSのシェルがマルチモニタに対応していないため、マルチモニタへの表示はアプリケーションがそれぞれ実装する必要があった。その後、OS側では一つの横長の画面と認識し、ビデオカード側で複数のモニターに分割表示するものが登場した。
OS及びシェルが複数の画面に対応できるようになり、現代的なマルチモニターのサポートは1987年のMacintosh IIより本格的に行われるようになった。PC/AT互換機でマルチモニターの利用が一般化したのはWindows 98・Windows 2000以降である。

## マルチモニターの使用用途

### 映像系の場合
映像系の場合、様々なソフトを同時起動して使用することが多い。また、一つのソフトウェアでも、補助的なツール画面などを別モニターに置いて使用する事も多い。
映像系ソフトウェアは、「画面の広さ」がそのまま作業効率につながるため、少しでも時間を節約してクオリティーを上げたいプロには、マルチモニターは必須と言える。費用対効果も高く、増設も簡単なので導入もしやすいのも、理由の一つである。
映像系の場合、正確な色調を再現するモニターが求められる。そのため、一台をTVの特性に近いCRTモニターにして、残りを液晶モニターにする事も多い。

### 株取引の場合

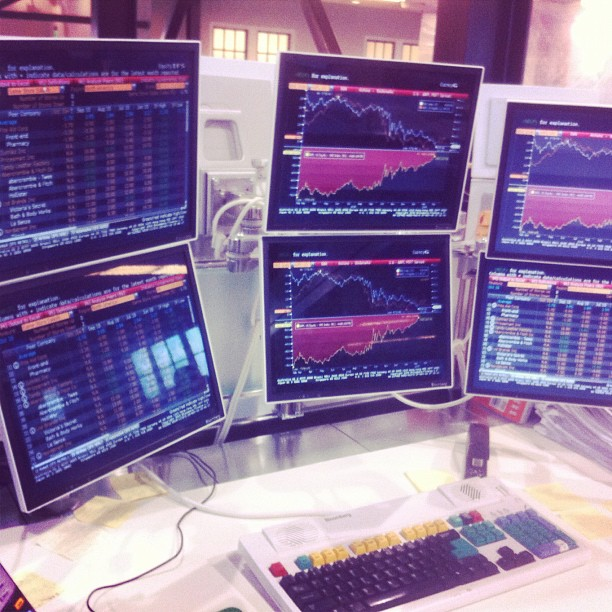
Bloombergの端末.

株取引の場合、本格的にやる際には、3台以上のモニターを利用することを推奨されている。モニター1でメインのチャートを見て、モニター2で複数銘柄を監視して、モニター3で発注を行うわけである。
トレーダーは、資金的に余裕のある者や、ある程度の設備投資を想定している者が多いため、かなり積極的にモニターを複数化する者が多い。専業トレーダーの中には、5～20台のモニターを使用する者もいる。
なお、これまでは17インチ程度のモニターが主流であったが、最近では20～30インチの液晶モニターの価格が値下がりしており、こういった「大画面モニター」を利用するトレーダーも増えている。

### 開発者の場合
ソフトウェア開発者の場合、近年の統合開発環境はモニター面積を大きく占有するため、一方のモニターに開発環境を、もう一方のモニターに仕様書やデバッグ対象のプログラム等を表示することで、ソフトウェアの切り替え回数を低減し、作業の効率を上げることができる。
ただし一般に、ソフトウェア開発を職業とする社員の場合、雇用する企業は大量のパソコンを揃えなければならないこともあって、開発用のパソコンにあまり資金をかけられない場合が多く、導入しているケースは多くない。

### PCゲーマーの場合

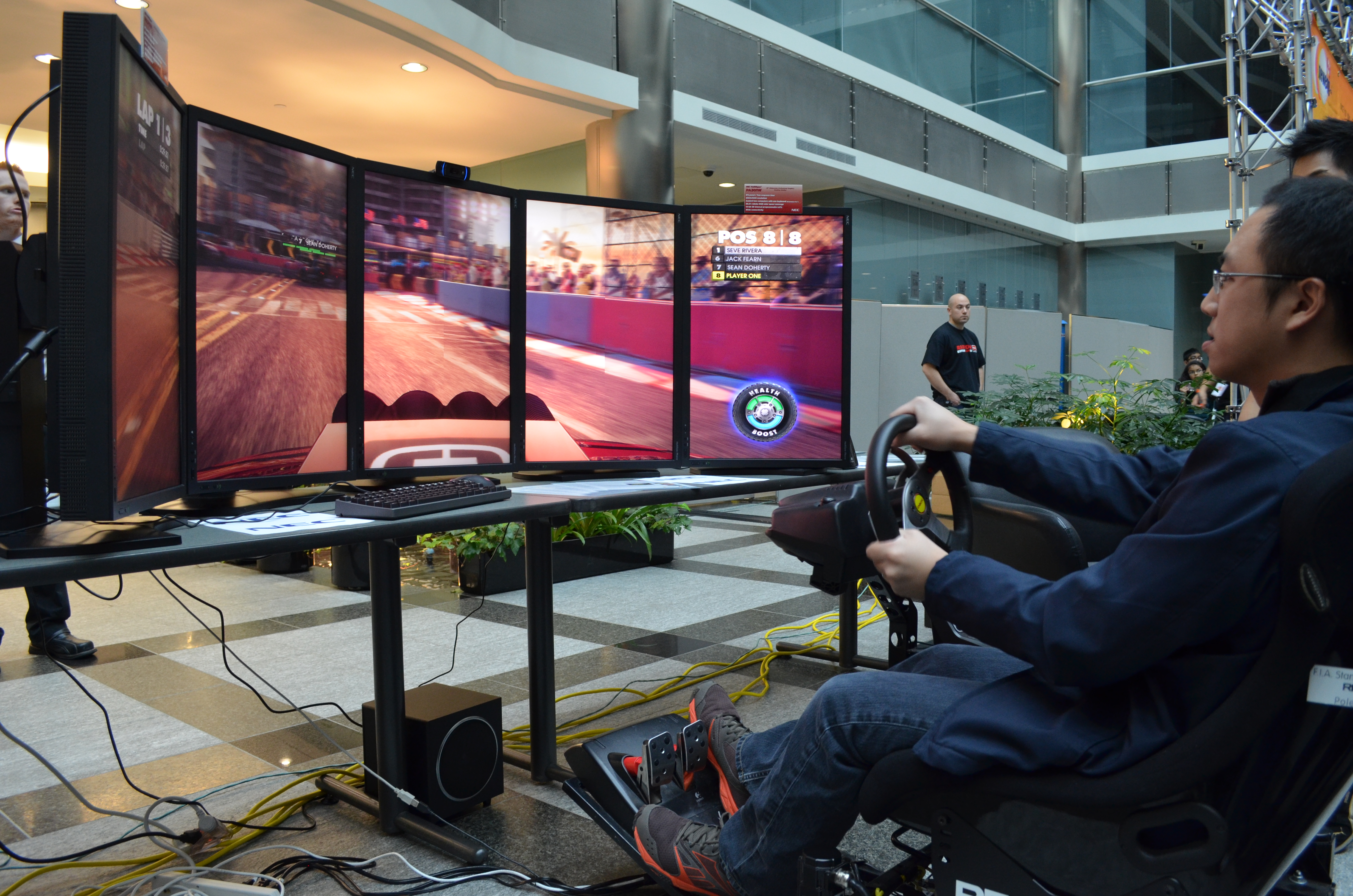
en:AMD Eyefinityを用いたマルチモニター

PCゲーマーの場合、レースゲームやフライトシミュレーションなどのジャンルにおいてリアルな視界や大迫力を得るためにマルチモニター化が行われる。
PC用ゲームは基本的に複数画面に対応していないため、何らかの設定を行わなければならない。基本的には対応させるための機器を購入するか、ネット上からフリーソフトをダウンロードしてくる必要があり、それぞれ導入費用やハードウェア・ソフトウェア上の制限の点でメリット・デメリットがある。

### 一般用途の場合
上記のように仕事で使わなくとも、一般の個人であっても、マルチモニターには大きなメリットがある。特に新しくパソコンを購入した際には、古いモニターを捨てずに有効利用できるなど、環境面でもメリットが大きい。また、HDMIケーブルを用いてテレビと接続する手法でもマルチモニター化が可能である。
- モニター1で作業をして、モニター2でテレビ・音楽・動画を楽しむ。
- モニター1で作業をして、モニター2でメール・チャット・SNSをする。
- モニター1でゲームをして、モニター2で攻略サイトなどを見る。
- モニター1にフォルダを開いて、モニター2でそのファイルをチェックする。
- モニター1に資料を開いて、モニター2で文書作成をする。
- モニター1&2でブラウザーを並べて、Web上の情報を見比べる。

## マルチモニターの構築方法
以下にマルチモニターを構築する方法の例を示す。

### 専用機器を用いる場合
画面分配のための専用機器を用いる場合は、専用機器に2ないし3台のディスプレイを接続し、コンピューターとは1台分のケーブルで専用機器と接続し、専用機器が受け取った画面を分割しそれぞれの画面に出力することによってマルチモニターを実現する。
コンピュータからは1台の横長のディスプレイと認識され、通常のディスプレイ1つに出力するのとほとんど同じ条件であるためトラブルが起きる可能性は少ない。
PCから見て1台分の接続ですむため、CrossFireやSLIなどのマルチGPUによる処理速度向上の機能が利用できる。

### ソフトウェアを用いる場合
SoftTHというソフトウェアを用いる場合は、2枚のビデオカードをコンピューターに備えている必要がある。ディスプレイはマスターのビデオカードに2台、スレーブのビデオカードに1-3台接続する。設定箇所が多く、上級者向けである。
ゲームソフトが画面の表示に使うDLLの呼び出しを横取りし、ゲームのみに結合された画面サイズを認識させる点で専用機器とは異なる。同じくDLLの呼び出しを横取りするタイプのMODなどは利用できないことがある。
2枚目のビデオカードからも出力しなければならないため、前述したマルチGPUによる処理速度向上の機能などは利用できない。

### ビデオカードの機能を用いる場合
ビデオカードが対応する台数だけモニターを接続することができる。スロット占有幅が大きいハイエンド製品ほど、実装される端子の数も多くなる傾向がある。ただしカードによっては、実装されている端子数と同数のモニターを同時利用できるとはかぎらない。同じGPUでも、カードのベンダーによって対応台数が異なることもある。
AMD製のRadeon HD 5000番台のGPUには「Eyefinity」という機能が搭載されており、3画面から最大6画面の出力が可能とされている。Radeon HD 5000番台のGPUを搭載し、DisplayPort端子を備えたビデオカードであれば、標準機能としてEyefinityを利用可能だが、モニター側にもDisplayPort端子が必要である。実際の利用においてはDisplayPort出力をDVIやHDMIへ変換する変換コネクタを用いることで、DisplayPort端子を搭載しないモニターでも3画面のマルチモニター環境を構築可能とされる。Eyefinityの設定はAMD Catalyst上で行う。
NVIDIA製のNVIDIA QuadroおよびNVIDIA NVS (旧Quadro NVS) シリーズでは、NVIDIA Mosaicと呼ばれるマルチディスプレイ技術がサポートされており、最大で16画面への出力が可能となっている。なお、NVS 810はカード1枚あたり最大で8画面の同時出力が可能となっている。